# Stallberg
Stallberg ist ein Ortsteil der Kreisstadt Siegburg im Süden von Nordrhein-Westfalen.

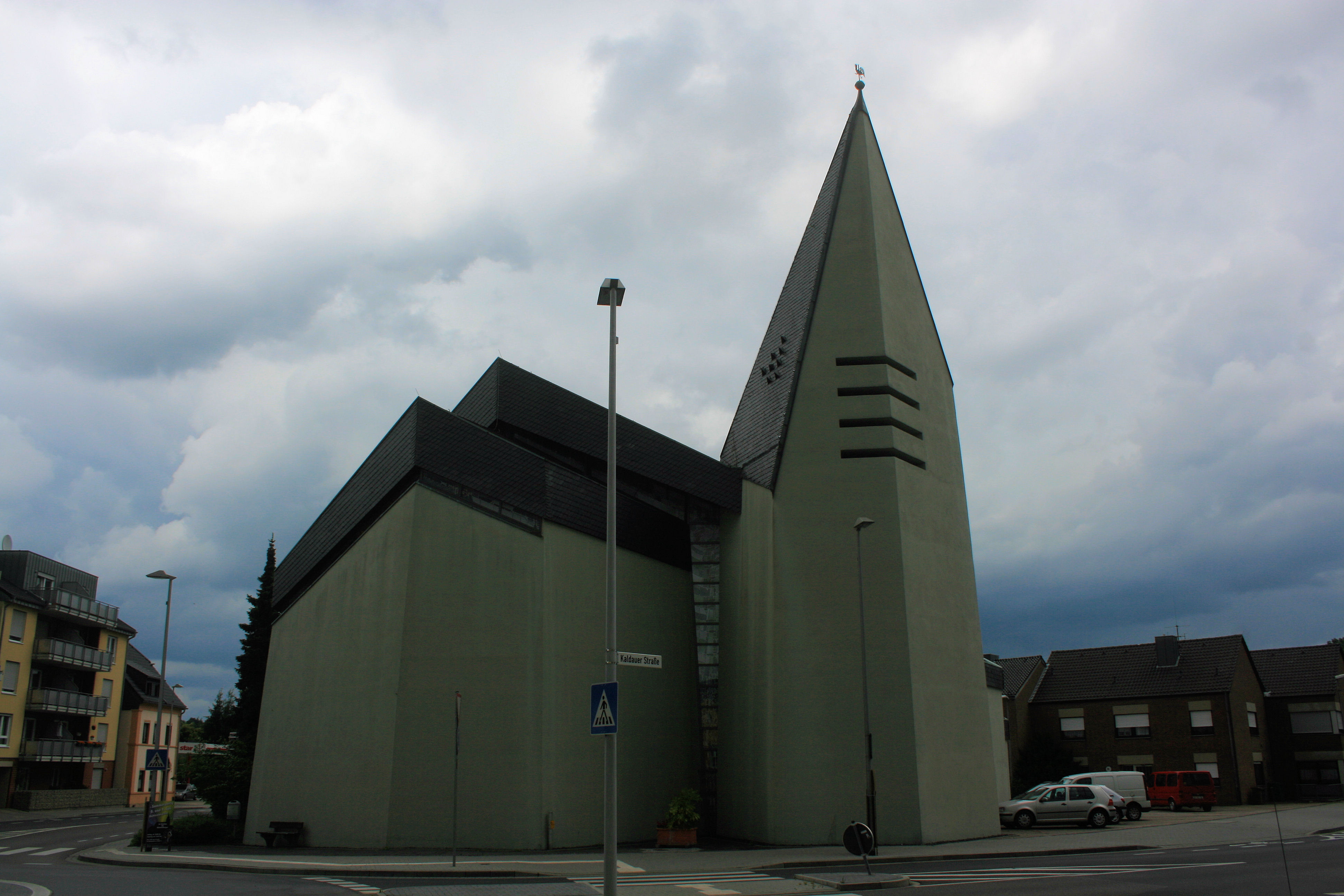
Die Kirche in Stallberg

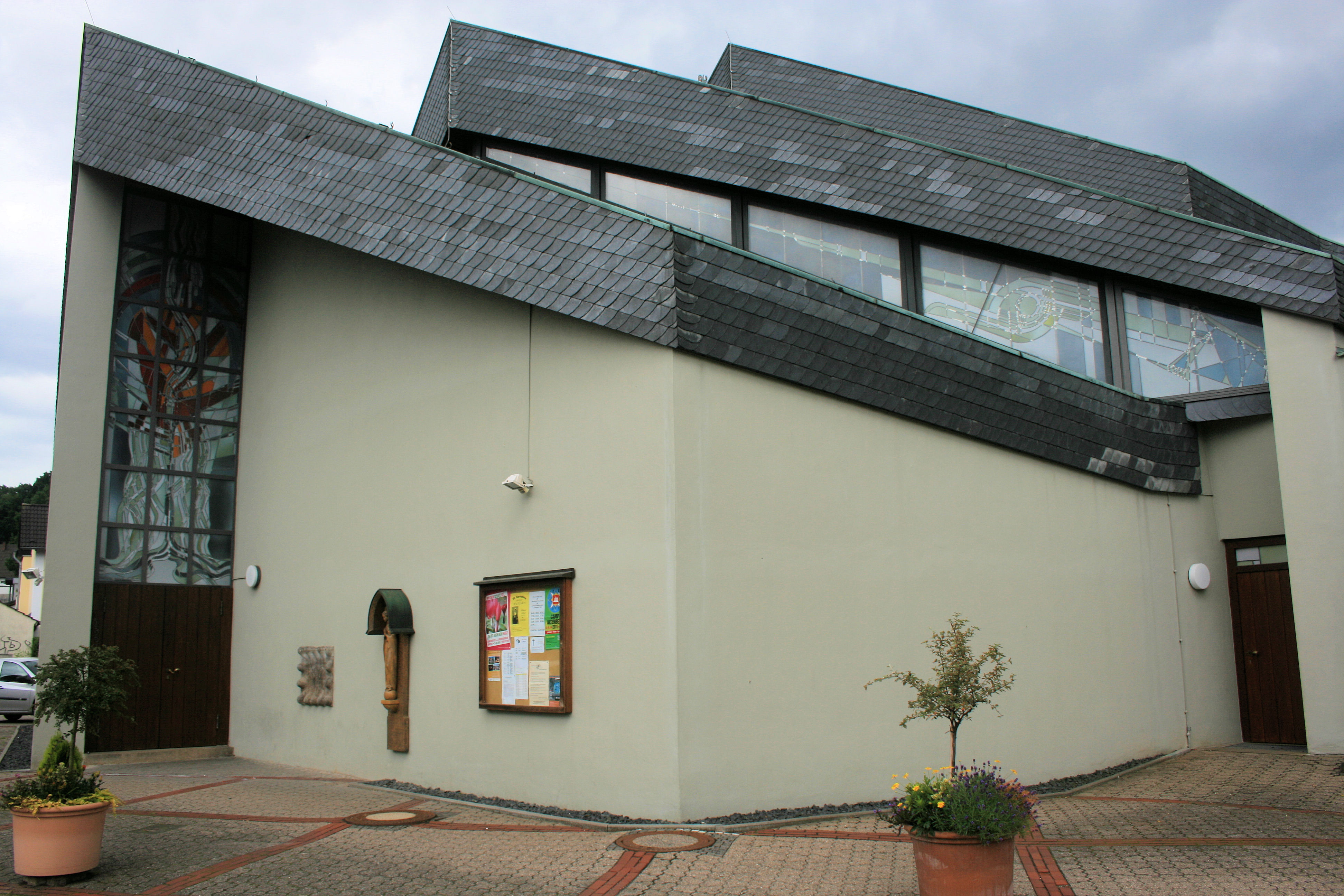
Das Kirchenportal

## Geografie
Stallberg liegt nordnordöstlich von Siegburg und westlich des Ortsteils Kaldauen. Im Norden grenzt Stallberg an den Staatsforst Siegburg/Lohmar. Die Bebauung von Stallberg besteht vor allem aus Wohnflächen.
Den Ortskern bildet die verkehrsberuhigte Kaldauer Straße.

## Wirtschaft und Infrastruktur
Die zuletzt zu Henkel gehörende chemische Fabrik Kepec, 1922 in Bonn gegründet, siedelte 1929 auf den Stallberg. Bis zur Produktionsverlagerung nach Düsseldorf im Jahr 2004 stellte sie 75 Jahre lang Tenside (Kosmetikrohstoffe, Riechstoffe, Textilhilfsmittel, Additive) für Waschmittel her. Nach der Sanierung des Werksgeländes im Jahr 2011 wurde ein ReweXL Markt erbaut und die anschließende freie Fläche mit Mehrfamilien,-Doppelhäusern.- und Einfamilienhäusern bebaut.
Der größte Arbeitgeber auf dem Stallberg ist heute die Thales Group.
Stallberg besitzt eine gute Verkehrsanbindung über die Straße durch vier Buslinien, die im 10- bis 15-Minuten-Takt diverse Nachbarorte und Siegburg ansteuern. Zusätzlich befindet sich Stallberg an der B 56, die Siegburg u. a. mit dem südwestlich gelegenen Bonn und über die Bundesautobahn 3 mit dem nordwestlich gelegenen Köln verbindet. Stallberg hat keine eigene Schienenanbindung.
Der Ortsverband Siegburg der Bundesanstalt Technisches Hilfswerk hat seinen Sitz im Gebiet des Ortsteils Stallberg. Auf dem Stallberg befindet sich außerdem das Reitsportzentrum Siegburg. Die Löschgruppe 4 (Stallberg) der Freiwilligen Feuerwehr Siegburg hat hier ihr Einsatzgebiet.

## Geschichte
Die Bezeichnung Stallberg bedeutet Stall, althochdeutsch-mittelhochdeutsch für Ort, Raum, Stelle, Wohnplatz.
Grabungen im Umfeld des Stadtteils ergaben eine erste Besiedlung des Gebiets in vorgeschichtlicher Zeit. Darauf deuten zumindest Funde von Hügelgräbern aus den Jahren 800 – 400 v. Chr. hin.
Schon im Mittelalter führte ein Fernhandels- und Botenweg von Köln nach Frankfurt durch Stallberg.
Eine erste urkundliche Erwähnung des Stallbergs findet sich in einem Rückkaufvertrag vom 17. Mai 1399. Dieser wird im Stadtarchiv Siegburg aufbewahrt. Aus diesem Vertrag ergibt sich, dass das Gebiet schon zu dieser Zeit mit mehreren Hofgütern bebaut war. Heutzutage erinnern noch Straßennamen wie Deutzer-Hof-Straße, Winterberger Straße oder Seidenbergstraße an diese Höfe.
Mit der Förderung der Bebauung des Stallbergs ab dem Jahr 1949/50 und dem damit verbundenen Wachstum der Bevölkerung wurde 1957 die heutige Grundschule Stallberg gebaut. 1972–74 wurde die katholische Pfarrkirche St. Mariä Empfängnis nach Plänen des Kölner Architekten Werner Fritzen gebaut, ehemals Mitarbeiter bei Karl Band. Der von Bildhauer Xaver Willmann aus Holz geschnitzten Taufbrunnen wurde aus der vormaligen Notkirche übernommen. Dieses Taufbecken war von Abt Dr. Ildefons Schulte Strathaus am 8. Mai 1958 geweiht worden.
Ebenfalls zu dieser Zeit wurde von der Evangelischen Kirchengemeinde Siegburg der vom Siegburger Architekten Wilhelm Heuser entworfene Martin-Luther-Kirchsaal errichtet.